# Anna-Stina Wåglund
Anna-Stina Wåglund, född Anna Kristina Wåglund den 21 november 1900 på Kungsholmen i Stockholm, död den 16 januari 1993 i Maria Magdalena församling i Stockholm, var en svensk skådespelare. Wåglund scendebuterade 1923 och filmdebuterade 1932 i Muntra musikanter.
Wåglund är begravd på Bromma kyrkogård.

## Filmografi
- 1932 – Muntra musikanter
- 1933 – Lördagskvällar
- 1936 – Raggen - det är jag det
- 1936 – Äventyret
- 1938 – Goda vänner och trogna grannar
- 1939 – Herr Husassistenten
- 1939 – Rena rama sanningen
- 1940 – Juninatten
- 1941 – Landstormens lilla argbigga
- 1941 – Gentlemannagangstern
- 1941 – Det sägs på stan
- 1941 – Fröken Vildkatt
- 1941 – Lasse-Maja
- 1942 – Livet på en pinne
- 1942 – En äventyrare
- 1942 – Lyckan kommer
- 1943 – Kvinnor i fångenskap
- 1943 – Ombyte av tåg
- 1943 – Lille Napoleon
- 1943 – I mörkaste Småland
- 1943 – Herre med portfölj
- 1943 – Kungsgatan
- 1943 – Katrina
- 1943 – På liv och död
- 1945 – Jagad
- 1946 – Bröllopet på Solö
- 1947 – Mästerdetektiven Blomkvist
- 1947 – Onda ögon
- 1947 – Sjätte budet
- 1948 – Synd
- 1948 – Sjätte budet
- 1949 – Svenske ryttaren
- 1951 – Dårskapens hus
- 1951 – Poker
- 1952 – När syrenerna blomma
- 1956 – Flickan i frack
- 1956 – Moln över Hellesta
- 1956 – Rätten att älska
- 1972 – I brist på annat

## Teater

### Roller (ej komplett)
| År   | Roll            | Produktion                                                                            | Regi              | Teater                         |
| ---- | --------------- | ------------------------------------------------------------------------------------- | ----------------- | ------------------------------ |
| 1922 |                 | Rosen på Tistelön Emilie Flygare-Carlén                                               | Olle Broberg      | Centralteatern                 |
| 1929 | Blanche         | Parsängarna (Twin Beds) Edward Salisbury Field och Margaret Mayo                      | Hugo Bolander     | Lilla Folkteatern              |
| 1930 | Sylvia          | Barn på nytt (Some Baby!) Zellah Covington och Jules Simonson                         | Hugo Bolander     | Lilla Teatern                  |
| 1930 |                 | Nattgreven av Monte Christo (Auch ich war ein Jüngling) Max Neal och Max Ferner       | Hugo Bolander     | Lilla Teatern                  |
| 1931 | Elly            | Tillökning i familjen (Das Baby) Hans Stürm och Fritz Jakobstetter                    | Hugo Bolander     | Lilla Teatern                  |
| 1931 |                 | En Söderpojke Siegfried Fischer                                                       | Siegfried Fischer | Söders friluftsteater          |
| 1931 | Ann Hood        | Vissa saker och ting (Her First Affair) Merrill Rogers                                | Hugo Bolander     | Lilla Teatern                  |
| 1931 | Flo-Flo         | Sängkamraten (Pettie Darling) Margaret Mayo                                           | Hugo Bolander     | Lilla Teatern                  |
| 1932 | Annie Scott     | Stackars John Anthony L. Ellis                                                        | Hugo Bolander     | Lilla Teatern                  |
| 1932 |                 | Nicklasson & Co. Ernst Berge                                                          | Ludde Gentzel     | Vanadislundens friluftsteater  |
| 1932 | Ima             | Hustru mins familj (My Wife’s Family) Hal Stephens och Harry B. Linton                | Hugo Bolander     | Lilla Teatern                  |
| 1932 | Betty           | Gå och lägg dig, Tonny! (The Girl in the Limousine) Wilson Collison och Avery Hopwood | Hugo Bolander     | Lilla Teatern                  |
| 1933 | Ilse            | Hurra, en pojke (Hurra, ein Junge) Franz Arnold och Ernst Bach                        | Hugo Bolander     | Lilla Teatern                  |
| 1933 |                 | Storkens vikarie (Baby Mine) Margaret Mayo                                            | Hugo Bolander     | Lilla Teatern                  |
| 1933 |                 | Violen från Flen Siegfried Fischer                                                    |                   | Söders friluftsteater          |
| 1933 | Inga            | Fröken Jutta från Calcutta (Die Familie Hannemann) Max Reimann och Otto Schwartz      | Hugo Bolander     | Lilla Teatern                  |
| 1933 | Sonja           | Älskarinna önskas Gunnar Malmberg                                                     | Hugo Bolander     | Lilla Teatern                  |
| 1933 |                 | Parsängarna (Twin Beds) Edward Salisbury Field och Margaret Mayo                      | Hugo Bolander     | Lilla Teatern                  |
| 1934 |                 | Allt för Marion (Alles für Marion!) Peter Hell                                        | Hugo Bolander     | Lilla Teatern                  |
| 1934 | Helga Hartelius | Tre jungfrur i ett harem A Gabelius                                                   |                   | Lilla Teatern                  |
| 1934 |                 | 360 fruar (360 Frauen) Johannes Berliner                                              | John Norrman      | Lilla Teatern                  |
| 1934 | Syster Elsie    | Män i vitt (Men in White) Sidney Kingsley                                             | Per Lindberg      | Vasateatern                    |
| 1935 |                 | Den lilla butiken (A méltóságos asszony trafikja) Ladislaus Bus-Fekete                | Martha Lundholm   | Martha Lundholms turnésällskap |
| 1936 | Marie Duquesne  | Ungkarlsbruden (The Bride) Stuart Oliver och George M. Middleton                      | Hugo Bolander     | Lilla Teatern                  |
| 1936 |                 | Barn på nytt (Some Baby!) Zellah Covington och Jules Simonson                         | Hugo Bolander     | Lilla Teatern                  |
| 1936 | Birgit Hellman  | Den farliga åldern Ludwig Hirschfeld                                                  | Hugo Bolander     | Lilla Teatern                  |
| 1937 |                 | Julia ordnar allt (My Wife's Family) Fred Duprez                                      | Björn Hodell      | Vanadislundens friluftsteater  |
| 1937 |                 | Peter den store Paul Sarauw                                                           | Paul Sarauw       | Södra Teatern                  |
| 1938 | Clara           | Virveln (The Vortex) Noël Coward                                                      | Sandro Malmquist  | Nya Teatern                    |
| 1942 | Miss Roberts    | Mollusken (The Mollusc) Hubert Henry Davies                                           |                   | Turné                          |
| 1944 |                 | Livet är ju härligt (The Time Of Your Life) William Saroyan                           | Per Knutzon       | Oscarsteatern                  |

### Fotnoter
1. ↑  ”Anna-Stina Wåglund”. Svensk Filmdatabas. http://sfi.se/sv/svensk-filmdatabas/Item/?type=PERSON&itemid=59720&iv=OVERVIEW. Läst 15 augusti 2012.
2. ↑  SvenskaGravar
3. ↑  ”Teater och Musik: Centralteatern”. Dagens Nyheter:  s. 6. 30 augusti 1922. https://arkivet.dn.se/tidning/1922-08-30/11161-232/6. Läst 2 augusti 2025.
4. ↑  ”Scen och Film: Lilla Folkteatern”. Dagens Nyheter:  s. 13. 5 november 1929. https://arkivet.dn.se/tidning/1929-11-05/302/13. Läst 6 augusti 2025.
5. ↑  ”Barn på nytt”. Musik- och Teaterverket. https://calmview.musikverk.se/CalmView/Record.aspx?src=CalmView.Performance&id=PERF14496&pos=14. Läst 25 juli 2025.
6. ↑  Oscar Rydqvist (31 augusti 1930). ”Teater-Musik och Film: 'Barn på nytt'”. Dagens Nyheter:  s. 14. https://arkivet.dn.se/tidning/1930-08-31/235/14. Läst 26 juli 2025.
7. ↑  ”Teater-Musik och Film: Lilla folkteatern”. Dagens Nyheter:  s. 14. 16 december 1930. https://arkivet.dn.se/tidning/1930-12-16/342/14. Läst 26 juli 2025.
8. ↑  ”Tillökning i familjen”. Musik- och Teaterverket. https://calmview.musikverk.se/CalmView/Record.aspx?src=CalmView.Performance&id=PERF14497&pos=15. Läst 25 juli 2025.
9. ↑  ”Teater-Musik och Film: Två premiärer”. Dagens Nyheter:  s. 9. 17 januari 1931. https://arkivet.dn.se/tidning/1931-01-17/15/9. Läst 1 augusti 2025.
10. ↑  ”Teater, Musik och Film: Sommarteater på Söder”. Dagens Nyheter:  s. 13. 19 maj 1931. https://arkivet.dn.se/tidning/1931-05-19/133/13. Läst 6 augusti 2025.
11. ↑  ”Teater-Musik och Film”. Dagens Nyheter:  s. 14. 1 september 1931. https://arkivet.dn.se/tidning/1931-09-01/236/14. Läst 26 juli 2025.
12. ↑  Oscar Rylander (3 september 1931). ”Premiär på Lilla teatern”. Dagens Nyheter:  s. 9. https://arkivet.dn.se/tidning/1931-09-03/238/9. Läst 26 juli 2025.
13. ↑  ”Sängkamraten”. Musik- och Teaterverket. https://calmview.musikverk.se/CalmView/Record.aspx?src=CalmView.Performance&id=PERF14498&pos=16. Läst 25 juli 2025.
14. ↑  Oscar Rylander (12 november 1931). ”Oskyldigt sängkammarnöje”. Dagens Nyheter:  s. 10. https://arkivet.dn.se/tidning/1931-11-12/308/10. Läst 26 juli 2025.
15. ↑  ”Stackars John!”. Musik- och Teaterverket. https://calmview.musikverk.se/CalmView/Record.aspx?src=CalmView.Performance&id=PERF14499&pos=17. Läst 25 juli 2025.
16. ↑  -son (26 mars 1932). ”Stackars John!”. Dagens Nyheter:  s. 9. https://arkivet.dn.se/tidning/1932-03-26/82/9. Läst 26 juli 2025.
17. ↑  Oscar Rydqvist (25 september 1932). ”Friluftspremiärerna”. Dagens Nyheter:  s. 5. http://arkivet.dn.se/arkivet/tidning/1932-06-05/150/5. Läst 3 januari 2016.
18. ↑  ”Hustru mins familj”. Musik- och Teaterverket. https://calmview.musikverk.se/CalmView/Record.aspx?src=CalmView.Performance&id=PERF14500&pos=18. Läst 25 juli 2025.
19. ↑  Oscar Rydqvist (22 september 1932). ”Premiär på Lilla Folkteatern”. Dagens Nyheter:  s. 9. https://arkivet.dn.se/tidning/1932-09-22/258/9. Läst 26 juli 2025.
20. ↑  ”Gå och lägg dig, Tonny!”. Musik- och Teaterverket. https://calmview.musikverk.se/CalmView/Record.aspx?src=CalmView.Performance&id=PERF14501&pos=19. Läst 25 juli 2025.
21. ↑  F. (20 oktober 1932). ”Gå och lägg dig, Tonny!”. Dagens Nyheter:  s. 14. https://arkivet.dn.se/tidning/1932-10-20/286/14. Läst 26 juli 2025.
22. ↑  ”Hurra! En pojke!!”. Musik- och Teaterverket. https://calmview.musikverk.se/CalmView/Record.aspx?src=CalmView.Performance&id=PERF14502&pos=20. Läst 25 juli 2025.
23. ↑  ”Teater Musik Film: Lilla folkteatern”. Dagens Nyheter:  s. 5. 28 januari 1933. https://arkivet.dn.se/tidning/1933-01-28/26/5. Läst 1 augusti 2025.
24. ↑  ”Teater Musik Film: Lilla teatern”. Dagens Nyheter:  s. 12. 30 mars 1933. https://arkivet.dn.se/tidning/1933-03-30/86/12. Läst 26 juli 2025.
25. ↑  ”Teater Musik Film: Söders friluftsteater, Vitabergsparken”. Dagens Nyheter:  s. 13. 31 maj 1933. http://arkivet.dn.se/arkivet/tidning/1933-05-31/145/12. Läst 4 januari 2016.
26. ↑  ”Fröken Jutta från Calcutta”. Musik- och Teaterverket. https://calmview.musikverk.se/CalmView/Record.aspx?src=CalmView.Performance&id=PERF14503&pos=21. Läst 25 juli 2025.
27. ↑  Alf Henrikson (3 september 1933). ”Teater Musik Film: Höstens fars på Lilla teatern”. Dagens Nyheter:  s. 12. https://arkivet.dn.se/tidning/1933-09-03/238/12. Läst 26 juli 2025.
28. ↑  ”Älskarinna önskas”. Musik- och Teaterverket. https://calmview.musikverk.se/CalmView/Record.aspx?src=CalmView.Performance&id=PERF14504&pos=22. Läst 25 juli 2025.
29. ↑  ”Teater Musik Film: Lillan”. Dagens Nyheter:  s. 9. 27 november 1933. https://arkivet.dn.se/tidning/1933-11-27/323/9. Läst 26 juli 2025.
30. ↑  Fr. (30 november 1933). ”Teater Musik Film: Repris”. Dagens Nyheter:  s. 14. https://arkivet.dn.se/tidning/1933-11-30/326/14. Läst 26 juli 2025.
31. ↑  ”Teater Musik Film: Lilla teatern”. Dagens Nyheter:  s. 9. 18 januari 1934. https://arkivet.dn.se/tidning/1934-01-18/16/9. Läst 1 augusti 2025.
32. ↑  -r. (20 januari 1934). ”Teater Musik Film: 'Allt för Marion'”. Dagens Nyheter:  s. 9. https://arkivet.dn.se/tidning/1934-01-20/18/7. Läst 1 augusti 2025.
33. ↑  ”Tre jungfrur i ett harem”. Musik- och Teaterverket. https://calmview.musikverk.se/CalmView/Record.aspx?src=CalmView.Performance&id=PERF14505&pos=23. Läst 25 juli 2025.
34. ↑  ”Teater Musik Film”. Dagens Nyheter:  s. 14. 27 april 1934. https://arkivet.dn.se/tidning/1934-04-27/112/14. Läst 1 augusti 2025.
35. ↑  Alf Henrikson (29 april 1934). ”Teater Musik Film: Ny fars på Lilla teatern”. Dagens Nyheter:  s. 12. https://arkivet.dn.se/tidning/1934-04-29/114/12. Läst 1 augusti 2025.
36. ↑  ”Män i vitt”. Musikverket. http://calmview.musikverk.se/CalmView/Record.aspx?src=CalmView.Performance&id=PERF14191&pos=368. Läst 14 juli 2015.
37. ↑  ”Teater Musik Film: Sommarteater”. Dagens Nyheter:  s. 9. 21 maj 1935. https://arkivet.dn.se/tidning/1935-05-21/137/9. Läst 24 januari 2021.
38. ↑  ”Teater Musik Film: Lilla teatern”. Dagens Nyheter:  s. 9. 23 januari 1936. https://arkivet.dn.se/tidning/1936-01-23/21b/9. Läst 1 augusti 2025.
39. ↑  ”Teater Musik Film: 'Ungkarlsbruden'”. Dagens Nyheter:  s. 9. 25 januari 1936. https://arkivet.dn.se/tidning/1936-01-25/23/9. Läst 1 augusti 2025.
40. ↑  ”Teater Musik Film: Lilla teatern”. Dagens Nyheter:  s. 10. 17 mars 1936. https://arkivet.dn.se/tidning/1936-03-17/75/10. Läst 1 augusti 2025.
41. ↑  Åb. (19 mars 1936). ”Teater Musik Film: 'Barn på nytt' på Lilla teatern”. Dagens Nyheter:  s. 9. https://arkivet.dn.se/tidning/1936-03-19/77/9. Läst 1 augusti 2025.
42. ↑  ”Den farliga åldern”. Musik- och Teaterverket. https://calmview.musikverk.se/CalmView/Record.aspx?src=CalmView.Performance&id=PERF14512&pos=30. Läst 25 juli 2025.
43. ↑  Göran Traung (9 april 1936). ”Teater Musik Film: Lilla teatern”. Dagens Nyheter:  s. 12. https://arkivet.dn.se/tidning/1936-04-09/97/12. Läst 1 augusti 2025.
44. ↑  ”Teater Musik Film”. Dagens Nyheter:  s. 12. 30 maj 1937. http://arkivet.dn.se/arkivet/tidning/1937-05-30/143/12. Läst 10 januari 2016.
45. ↑  ”Fyra friluftsscener starta för sommaren: 'Julia ordnar allt' på Vanadislunden”. Dagens Nyheter:  s. 13. 6 juni 1937. http://arkivet.dn.se/arkivet/tidning/1937-06-06/150/13. Läst 10 januari 2016.
46. ↑  ”Södra Teatern”. Dagens Nyheter:  s. 12. 8 oktober 1937. https://arkivet.dn.se/tidning/1937-10-08/273/12. Läst 24 januari 2021.
47. ↑  ”Virveln”. Musik- och Teaterbiblioteket. https://calmview.musikverk.se/CalmView/Record.aspx?src=CalmView.Performance&id=PERF13860&pos=1. Läst 31 december 2024.
48. ↑  ”Teater Musik Film”. Dagens Nyheter:  s. 9. 10 oktober 1942. http://arkivet.dn.se/arkivet/tidning/1942-10-10/275/9. Läst 30 januari 2016.
49. ↑  ”Teaterannons”. Dagens Nyheter:  s. 26. 26 april 1944. http://arkivet.dn.se/arkivet/tidning/1944-04-26/112/24. Läst 7 februari 2016.